# Cantó de Belac
El cantó de Belac és un cantó del departament francès de l'Alta Viena, a la regió de Llemosí. Està inclòs al districte de Belac i té sis municipis. El cap cantonal és la sotsprefectura de Belac.

## Municipis
- Belac
- Blanzac
- Blom
- Pairac de Belac
- Sent Bonèt de Belac
- Lo Pitit Sent Junian

## Història
| Data d'elecció                           | Identitat            | Partit                     | Qualitat |
| ---------------------------------------- | -------------------- | -------------------------- | -------- |
| 1967-1973                                | André Cluzeau        | SFIO, després PS           |          |
| 1973-1992                                | Guy Boussely         | UDF, després Divers droite |          |
| 1992-1998                                | Colette Gadioux      | PS                         |          |
| 1998-                                    | Jean-François Perrin | PS                         |          |
| les dades anteriors no són pas conegudes |                      |                            |          |
|                                          |                      |                            |          |

## Demografia
| 1962  | 1968  | 1975  | 1982  | 1990  | 1999  | 2006  |
| ----- | ----- | ----- | ----- | ----- | ----- | ----- |
| 8.034 | 8.854 | 8.643 | 8.121 | 7.930 | 7.503 | 7.455 |